# Faverolles (Somme)
Faverolles é uma comuna francesa na região administrativa de Altos da França, no departamento de Somme. Estende-se por uma área de 6,7 km². Em 2010 a comuna tinha 168 habitantes (densidade: 25,1 hab./km²).